# Elecciones subnacionales de La Paz de 2021
Las elecciones subnacionales 2021 del departamento de La Paz, también conocidas como elecciones departamentales y municipales , se realizaron el 7 de marzo con el objeto de elegir de forma democrática al Gobernador del departamento de La Paz así como también a los alcaldes de los 87 municipios que conforman dicho departamento al igual que a los 497 concejales.
A nivel departamental como ninguno de los candidatos obtuvo la mayoría, correspondió a un segunda vuelta realizada el 11 de abril de 2021.

## Sistema electoral
En el ámbito departamental, los gobernadores son elegidos por circunscripción departamental. En el caso de que ningún candidato para la gobernación alcance más del 50% de los votos válidamente emitidos; o un mínimo del 40%, con una diferencia del 10% frente a la segunda candidatura más votada se realizará una segunda vuelta electoral.
Para las Asambleas Departamentales se elegirán según circunscripción departamental uninominal, plurinominal y especial, es decir 20 asambleístas por territorio, 20 asambleístas por población y dos asambleítas en el ámbito especial. 
En el departamento se asignan escaños plurinominales a través del sistema proporcional. En cada circunscripción uninominal se eligió simple mayoría de sufragio, en caso de empate se realizará una segunda ronda. En los escaños especiales será por simple mayoría de votos válidos.
En el ámbito municipal, los alcaldes son elegidos por circunscripción municipal. Esta autoridad se elige por simple mayoría de sufragio, y no existe la segunda vuelta.

## Partidos y alianzas de alcance nacional habilitadas
|  | Unidad Cívica Solidaridad                                                       |
|  | Partido Demócrata Cristiano                                                     |
|  | Movimiento al Socialismo - Instrumento Político por la Soberanía de los Pueblos |
|  | Frente Para la Victoria                                                         |
|  | Partido de Acción Nacional Boliviano                                            |
|  | Comunidad Ciudadana                                                             |
|  | Frente de Unidad Nacional                                                       |
|  | Movimiento tercer sistema                                                       |

### Candidatos a gobernador de La Paz
| Partido o coalición | Jallalla La Paz | Movimiento al Socialismo | Movimiento Tercer Tercer Sistema | Todos Somos Pueblo |
| ------------------- | --------------- | ------------------------ | -------------------------------- | ------------------ |
| Partido o coalición |                 |                          |                                  |                    |
| Partido o coalición | Candidatos      |                          |                                  |                    |
| Gobernador          | Santos Quispe   | Franklin Flores          | Félix Patzi                      | Rafael Quispe      |

## Encuestas
| Encuestadora | Fecha de la Encuesta              | Franklin Flores | Santos Quispe | Rafael Quispe | Félix Patzi | Beatriz Álvarez | Franclin Gutiérrez | Juan Choque | Claudia B. Terrazas | Orlando Quispe | CC Candidate | Rufo Calle | Federico Zelada | Julio Tito | Santiago Quenta | Felipe Quispe | Nulo/Blanco | Indecisos |
| ------------ | --------------------------------- | --------------- | ------------- | ------------- | ----------- | --------------- | ------------------ | ----------- | ------------------- | -------------- | ------------ | ---------- | --------------- | ---------- | --------------- | ------------- | ----------- | --------- |
| Encuestadora | Fecha de la Encuesta              |                 |               |               |             |                 |                    |             |                     |                |              |            |                 |            |                 |               | Nulo/Blanco | Indecisos |
| Ciesmori     | 8 de marzo de 2021 (boca de urna) | 38.5%           | 25.6%         | 22.3%         | 4.7%        | 1.8%            | 1.6%               | 1.0%        | 1.4%                | 0.6%           | 0.6%         | 0.7%       | 0.5%            | 0.4%       | 0.3%            | –             | –           | –         |
| Ciesmori     | 7 de marzo de 2021 (boca de urna) | 37.3%           | 27.1%         | 22.1%         | 5.4%        | 1.9%            | 1.3%               | 1.0%        | 0.9%                | 0.8%           | 0.5%         | 0.5%       | 0.5%            | 0.4%       | 0.3%            | –             | –           | –         |
| Ciesmori     | 25 de febrero de 2021             | 34.8%           | 25.4%         | 25%           | 7.0%        | 1.3%            | 2.4%               | 0.8%        | 0.8%                | 0.2%           | 1.2%         | 0.9%       | 0.1%            | 0.1%       | 0%              | –             | –           | –         |
| Ciesmori     | 11 de febrero de 2021             | 21.3%           | 18.4%         | 14.9%         | 9.3%        | 0.9%            | 2.7%               | 0.5%        | 0.6%                | 0.6%           | 1.9%         | –          | 0.2%            | 0.2%       | 0%              | –             | 10.4%       | 18%       |
| Ciesmori     | 24 de enero de 2021               | 15.1%           | –             | 10.8%         | 10.1%       | 1.6%            | 3.7%               | 0.6%        | 0.8%                | 0.3%           | 1.7%         | 0%         | 0%              | 0%         | 0.3%            | 25%           | 7%          | –         |

## Resultados

### Elecciones para Gobernador (primera vuelta)
| La Paz                             | Rafael Arcángel Quispe Flores   | PBCSP       | 45,44 % | 239 229 votos | 526 480 votos | 558 722 votos | 645 000 personas |
| Palca                              | Franklin Richard Flores Córdova | MAS-IPSP    | 63,92 % | 4 720 votos   | 7 384 votos   | 8 733 votos   | 9 681 personas   |
| Mecapaca                           | Franklin Richard Flores Córdova | MAS-IPSP    | 63,91 % | 5 397 votos   | 8 445 votos   | 9 318 votos   | 10 235 personas  |
| Achocalla                          | Franklin Richard Flores Córdova | MAS-IPSP    | 49,62 % | 7 344 votos   | 14 800 votos  | 16 669 votos  | 18 289 personas  |
| El Alto                            | Franklin Richard Flores Córdova | MAS-IPSP    | 41,04 % | 238 485 votos | 581 069 votos | 634 038 votos | 703 901 personas |
| Provincia Omasuyos                 |                                 |             |         |               |               |               |                  |
| Achacachi                          | Santos Quispe Quispe            | JALLALLA-LP | 62,42 % | 12 224 votos  | 19 584 votos  | 23 223 votos  | 25 610 personas  |
| Ancoraimes                         | Santos Quispe Quispe            | JALLALLA-LP | 47,66 % | 2 636 votos   | 5 531 votos   | 6 592 votos   | 7 161 personas   |
| Chua Cocani                        | Franklin Richard Flores Córdova | MAS-IPSP    | 43,47 % | 852 votos     | 1 960 votos   | 2 297 votos   | 2 716 personas   |
| Huarina                            | Santos Quispe Quispe            | JALLALLA-LP | 52,42 % | 1 818 votos   | 3 468 votos   | 3 990 votos   | 4 438 personas   |
| Santiago de Huata                  | Santos Quispe Quispe            | JALLALLA-LP | 60,18 % | 1 758 votos   | 2 921 votos   | 3 422 votos   | 3 864 personas   |
| Huatajata                          | Santos Quispe Quispe            | JALLALLA-LP | 45,70 % | 702 votos     | 1 536 votos   | 1 741 votos   | 1 946 personas   |
| Provincia Pacajes                  |                                 |             |         |               |               |               |                  |
| Coro Coro                          | Franklin Richard Flores Córdova | MAS-IPSP    | 45,85 % | 1 727 votos   | 3 767 votos   | 4 424 votos   | 5 163 personas   |
| Caquiaviri                         | Franklin Richard Flores Córdova | MAS-IPSP    | 46,92 % | 1 722 votos   | 3 670 votos   | 4 262 votos   | 5 087 personas   |
| Calacoto                           | Santos Quispe Quispe            | JALLALLA-LP | 43,08 % | 1 299 votos   | 3 015 votos   | 3 408 votos   | 3 964 personas   |
| Comanche                           | Franklin Richard Flores Córdova | MAS-IPSP    | 43,41 % | 649 votos     | 1 495 votos   | 1 796 votos   | 2 099 personas   |
| Charaña                            | Franklin Richard Flores Córdova | MAS-IPSP    | 39,02 % | 469 votos     | 1 202 votos   | 1 322 votos   | 1 607 personas   |
| Waldo Ballivián                    | Franklin Richard Flores Córdova | MAS-IPSP    | 55,39 % | 529 votos     | 955 votos     | 1 084 votos   | 1 200 personas   |
| Nazacara de Pacajes                | Franklin Richard Flores Córdova | MAS-IPSP    | 51,43 % | 108 votos     | 210 votos     | 260 votos     | 326 personas     |
| Callapa                            | Franklin Richard Flores Córdova | MAS-IPSP    | 42,03 % | 942 votos     | 2 241 votos   | 2 577 votos   | 3 015 personas   |
| Provincia Eliodoro Camacho         |                                 |             |         |               |               |               |                  |
| Puerto Acosta                      | Santos Quispe Quispe            | JALLALLA-LP | 45,50 % | 1 968 votos   | 4 325 votos   | 5 580 votos   | 6 137 personas   |
| Moco Moco                          | Santos Quispe Quispe            | JALLALLA-LP | 42,47 % | 1 980 votos   | 4 662 votos   | 6 006 votos   | 6 812 personas   |
| Carabuco                           | Santos Quispe Quispe            | JALLALLA-LP | 49,43 % | 2 724 votos   | 5 511 votos   | 6 468 votos   | 7 499 personas   |
| Humanata                           | Santos Quispe Quispe            | JALLALLA-LP | 57,46 % | 924 votos     | 1 608 votos   | 2 134 votos   | 2 439 personas   |
| Escoma                             | Santos Quispe Quispe            | JALLALLA-LP | 50,87 % | 1 400 votos   | 2 752 votos   | 3 371 votos   | 3 749 personas   |
| Provincia Ildefonso de las Muñecas |                                 |             |         |               |               |               |                  |
| Chuma                              | Santos Quispe Quispe            | JALLALLA-LP | 41,91 % | 1 366 votos   | 3 259 votos   | 4 384 votos   | 5 002 personas   |
| Ayata                              | Franklin Richard Flores Córdova | MAS-IPSP    | 38,84 % | 837 votos     | 2 155 votos   | 3 209 votos   | 3 830 personas   |
| Aucapata                           | Franklin Richard Flores Córdova | MAS-IPSP    | 39,15 % | 720 votos     | 1 839 votos   | 2 631 votos   | 2 976 personas   |
| Provincia Larecaja                 |                                 |             |         |               |               |               |                  |
| Sorata                             | Santos Quispe Quispe            | JALLALLA-LP | 40,53 % | 3 634 votos   | 8 966 votos   | 10 932 votos  | 12 050 personas  |
| Guanay                             | Franklin Richard Flores Córdova | MAS-IPSP    | 47,22 % | 2 655 votos   | 5 623 votos   | 6 711 votos   | 7 988 personas   |
| Tacacoma                           | Santos Quispe Quispe            | JALLALLA-LP | 55,13 % | 1 414 votos   | 2 565 votos   | 3 059 votos   | 3 503 personas   |
| Quiabaya                           | Franklin Richard Flores Córdova | MAS-IPSP    | 55,46 % | 513 votos     | 925 votos     | 1 207 votos   | 1 370 personas   |
| Combaya                            | Santos Quispe Quispe            | JALLALLA-LP | 44,34 % | 560 votos     | 1 263 votos   | 1 513 votos   | 1 591 personas   |
| Tipuani                            | Franklin Richard Flores Córdova | MAS-IPSP    | 41,29 % | 1 159 votos   | 2 807 votos   | 3 332 votos   | 4 211 personas   |
| Mapiri                             | Franklin Richard Flores Córdova | MAS-IPSP    | 45,76 % | 2 467 votos   | 5 391 votos   | 6 706 votos   | 7 997 personas   |
| Teoponte                           | Franklin Richard Flores Córdova | MAS-IPSP    | 41,79 % | 1 234 votos   | 2 953 votos   | 3 687 votos   | 4 393 personas   |
| Provincia Franz Tamayo             |                                 |             |         |               |               |               |                  |
| Apolo                              | Franklin Richard Flores Córdova | MAS-IPSP    | 38,78 % | 1 972 votos   | 5 085 votos   | 7 565 votos   | 9 343 personas   |
| Pelechuco                          | Franklin Richard Flores Córdova | MAS-IPSP    | 48,10 % | 1 229 votos   | 2 555 votos   | 3 138 votos   | 3 504 personas   |
| Provincia Ingavi                   |                                 |             |         |               |               |               |                  |
| Viacha                             | Franklin Richard Flores Córdova | MAS-IPSP    | 44,60 % | 20 817 votos  | 46 676 votos  | 52 622 votos  | 59 172 personas  |
| Guaqui                             | Franklin Richard Flores Córdova | MAS-IPSP    | 42,64 % | 1 326 votos   | 3 110 votos   | 3 620 votos   | 4 401 personas   |
| Tiahuanacu                         | Santos Quispe Quispe            | JALLALLA-LP | 44,56 % | 2 253 votos   | 5 056 votos   | 5 929 votos   | 6 475 personas   |
| Desaguadero                        | Franklin Richard Flores Córdova | MAS-IPSP    | 49,58 % | 1 636 votos   | 3 300 votos   | 3 760 votos   | 4 198 personas   |
| San Andrés de Machaca              | Franklin Richard Flores Córdova | MAS-IPSP    | 44,20 % | 766 votos     | 1 733 votos   | 2 053 votos   | 2 437 personas   |
| Jesús de Machaca                   | Santos Quispe Quispe            | JALLALLA-LP | 39,45 % | 1 931 votos   | 4 895 votos   | 5 602 votos   | 6 195 personas   |
| Taraco                             | Santos Quispe Quispe            | JALLALLA-LP | 51,78 % | 1 106 votos   | 2 136 votos   | 2 559 votos   | 2 874 personas   |
| Provincia de Loayza                |                                 |             |         |               |               |               |                  |
| Luribay                            | Franklin Richard Flores Córdova | MAS-IPSP    | 51,90 % | 2 804 votos   | 5 403 votos   | 6 014 votos   | 6 625 personas   |
| Sapahaqui                          | Franklin Richard Flores Córdova | MAS-IPSP    | 56,52 % | 3 497 votos   | 6 187 votos   | 7 030 votos   | 7 758 personas   |
| Yaco                               | Franklin Richard Flores Córdova | MAS-IPSP    | 43,44 % | 1 057 votos   | 2 433 votos   | 3 066 votos   | 3 446 personas   |
| Malla                              | Franklin Richard Flores Córdova | MAS-IPSP    | 70,01 % | 705 votos     | 1 007 votos   | 1 165 votos   | 1 245 personas   |
| Cairoma                            | Franklin Richard Flores Córdova | MAS-IPSP    | 48,79 % | 1 990 votos   | 4 079 votos   | 4 806 votos   | 5 386 personas   |
| Provincia Inquisivi                |                                 |             |         |               |               |               |                  |
| Inquisivi                          | Franklin Richard Flores Córdova | MAS-IPSP    | 63,43 % | 3 523 votos   | 5 554 votos   | 6 836 votos   | 7 814 personas   |
| Quime                              | Franklin Richard Flores Córdova | MAS-IPSP    | 53,98 % | 1 792 votos   | 3 320 votos   | 3 861 votos   | 4 376 personas   |
| Cajuata                            | Franklin Richard Flores Córdova | MAS-IPSP    | 50,87 % | 2 688 votos   | 5 284 votos   | 6 312 votos   | 7 246 personas   |
| Colquiri                           | Franklin Richard Flores Córdova | MAS-IPSP    | 53,77 % | 3 716 votos   | 6 911 votos   | 8 706 votos   | 9 719 personas   |
| Ichoca                             | Franklin Richard Flores Córdova | MAS-IPSP    | 60,41 % | 1 053 votos   | 1 743 votos   | 2 059 votos   | 2 317 personas   |
| Villa Libertad Licoma              | Franklin Richard Flores Córdova | MAS-IPSP    | 65,45 % | 661 votos     | 1 010 votos   | 1 233 votos   | 1 432 personas   |
| Provincia Sud Yungas               |                                 |             |         |               |               |               |                  |
| Chulumani                          | Franklin Richard Flores Córdova | MAS-IPSP    | 28,65 % | 2 366 votos   | 8 258 votos   | 9 710 votos   | 11 395 personas  |
| Irupana                            | Franklin Richard Flores Córdova | MAS-IPSP    | 40,28 % | 3 478 votos   | 8 635 votos   | 10 433 votos  | 11 757 personas  |
| Yanacachi                          | Franklin Richard Flores Córdova | MAS-IPSP    | 46,78 % | 980 votos     | 2 095 votos   | 2 377 votos   | 2 790 personas   |
| Palos Blancos                      | Franklin Richard Flores Córdova | MAS-IPSP    | 63,09 % | 6 731 votos   | 10 669 votos  | 12 277 votos  | 14 410 personas  |
| La Asunta                          | Franklin Richard Flores Córdova | MAS-IPSP    | 41,20 % | 7 038 votos   | 17 081 votos  | 19 779 votos  | 22 627 personas  |
| Provincia Los Andes                |                                 |             |         |               |               |               |                  |
| Pucarani                           | Santos Quispe Quispe            | JALLALLA-LP | 43,28 % | 5 886 votos   | 13 601 votos  | 16 682 votos  | 18 003 personas  |
| Laja                               | Franklin Richard Flores Córdova | MAS-IPSP    | 45,10 % | 4 329 votos   | 9 598 votos   | 11 798 votos  | 12 753 personas  |
| Batallas                           | Santos Quispe Quispe            | JALLALLA-LP | 43,43 % | 3 639 votos   | 8 379 votos   | 10 000 votos  | 10 912 personas  |
| Puerto Pérez                       | Santos Quispe Quispe            | JALLALLA-LP | 40,25 % | 1 129 votos   | 2 805 votos   | 3 428 votos   | 3 720 personas   |
| Provincia Aroma                    |                                 |             |         |               |               |               |                  |
| Sica Sica                          | Franklin Richard Flores Córdova | MAS-IPSP    | 52,49 % | 5 136 votos   | 9 784 votos   | 11 050 votos  | 12 412 personas  |
| Umala                              | Franklin Richard Flores Córdova | MAS-IPSP    | 47,68 % | 1 498 votos   | 3 142 votos   | 3 724 votos   | 4 260 personas   |
| Ayo Ayo                            | Franklin Richard Flores Córdova | MAS-IPSP    | 67,04 % | 2 380 votos   | 3 550 votos   | 4 035 votos   | 4 460 personas   |
| Calamarca                          | Franklin Richard Flores Córdova | MAS-IPSP    | 54,09 % | 3 788 votos   | 7 003 votos   | 8 093 votos   | 8 837 personas   |
| Patacamaya                         | Franklin Richard Flores Córdova | MAS-IPSP    | 46,96 % | 5 323 votos   | 11 335 votos  | 12 563 votos  | 14 423 personas  |
| Colquencha                         | Franklin Richard Flores Córdova | MAS-IPSP    | 38,73 % | 1 441 votos   | 3 721 votos   | 4 229 votos   | 4 565 personas   |
| Collana                            | Franklin Richard Flores Córdova | MAS-IPSP    | 47,17 % | 708 votos     | 1 501 votos   | 1 752 votos   | 1 995 personas   |
| Provincia Nor Yungas               |                                 |             |         |               |               |               |                  |
| Coroico                            | Franklin Richard Flores Córdova | MAS-IPSP    | 39,05 % | 3 285 votos   | 8 413 votos   | 10 008 votos  | 11 568 personas  |
| Coripata                           | Franklin Richard Flores Córdova | MAS-IPSP    | 43,69 % | 4 011 votos   | 9 181 votos   | 10 526 votos  | 12 038 personas  |
| Provincia Abel Iturralde           |                                 |             |         |               |               |               |                  |
| Ixiamas                            | Franklin Richard Flores Córdova | MAS-IPSP    | 46,05 % | 1 392 votos   | 3 023 votos   | 3 728 votos   | 4 604 personas   |
| San Buenaventura                   | Franklin Richard Flores Córdova | MAS-IPSP    | 44,44 % | 1 480 votos   | 3 330 votos   | 4 333 votos   | 5 105 personas   |
| Provincia Bautista Saavedra        |                                 |             |         |               |               |               |                  |
| Charazani                          | Franklin Richard Flores Córdova | MAS-IPSP    | 51,89 % | 1 595 votos   | 3 074 votos   | 4 396 votos   | 4 896 personas   |
| Curva                              | Franklin Richard Flores Córdova | MAS-IPSP    | 56,89 % | 380 votos     | 668 votos     | 881 votos     | 1 026 personas   |
| Provincia Manco Kapac              |                                 |             |         |               |               |               |                  |
| Copacabana                         | Franklin Richard Flores Córdova | MAS-IPSP    | 46,87 % | 3 035 votos   | 6 475 votos   | 7 828 votos   | 8 759 personas   |
| San Pedro de Tiquina               | Santos Quispe Quispe            | JALLALLA-LP | 40,41 % | 923 votos     | 2 284 votos   | 2 728 votos   | 3 289 personas   |
| Tito Yupanqui                      | Franklin Richard Flores Córdova | MAS-IPSP    | 40,07 % | 472 votos     | 1 178 votos   | 1 408 votos   | 1 519 personas   |
| Provincia Gualberto Villarroel     |                                 |             |         |               |               |               |                  |
| Curahuara                          | Franklin Richard Flores Córdova | MAS-IPSP    | 66,76 % | 2 087 votos   | 3 126 votos   | 3 425 votos   | 3 842 personas   |
| Papel Pampa                        | Franklin Richard Flores Córdova | MAS-IPSP    | 51,59 % | 1 462 votos   | 2 834 votos   | 3 205 votos   | 3 511 personas   |
| Chacarilla                         | Santos Quispe Quispe            | JALLALLA-LP | 44,62 % | 348 votos     | 780 votos     | 932 votos     | 1 046 personas   |
| Provincia José Manuel Pando        |                                 |             |         |               |               |               |                  |
| Santiago de Machaca                | Franklin Richard Flores Córdova | MAS-IPSP    | 56,45 % | 810 votos     | 1 435 votos   | 1 710 votos   | 2 026 personas   |
| Catacora                           | Franklin Richard Flores Córdova | MAS-IPSP    | 68,02 % | 334 votos     | 491 votos     | 545 votos     | 608 personas     |
| Provincia Caranavi                 |                                 |             |         |               |               |               |                  |
| Caranavi                           | Franklin Richard Flores Córdova | MAS-IPSP    | 49,41 % | 10 808 votos  | 21 872 votos  | 24 698 votos  | 29 292 personas  |
| Alto Beni                          | Franklin Richard Flores Córdova | MAS-IPSP    | 59,02 % | 2 404 votos   | 4 073 votos   | 4 561 votos   | 5 168 personas   |